# 김두영 (축구 선수)
김두영(한국 한자: 金斗映, 1980년 10월 7일 ~ )은 대한민국의 축구 선수이며, 포지션은 수비수이다.